# Dolfino Landolfi
Dolfino Landolfi (Giovanni Rodolfo) (* um 1500 in Poschiavo, Graubünden, Schweiz; † vor 1571 ebenda) war ein Schweizer Politiker, Podestà und Buchdrucker. Er baute 1547 in Poschiavo die erste Druckerei in Graubünden auf, wo er vor allem italienischsprachige evangelische Schriften drucken liess, die heimlich auch im katholischen Italien verbreitet wurden.

## Leben
Dolfino Landolfi wurde als Giovanni Rodolfo Landolfi in Poschiavo als Sohn des Podestà, des Statthalters, Antonio Landolfi geboren. Das genaue Geburtsdatum, sein Geburtsjahr, seine Kindheit, Jugend und Ausbildung sind nicht überliefert.
Er selber wurde auch Podestà, 1545 im veltlinischen Traona. 1547, im gleichen Jahr als italienische Flüchtlinge in Poschiavo eine reformierte Gemeinde gründeten, eröffnete er dort die erste Druckerei Graubündens. Zuvor hatte er bereits deutsche und romanische evangelische Schriften vermittelt. Die Einrichtung dieser neuen Druckerei wurde ihm durch Bartolomeo Zanetti, Francesco Moretti und Lodovico Britannico il vecchio geliefert.
Er druckte zuerst im Geheimen evangelische Werke, die im katholischen Italien als häretisch galten. Er verbreitete evangelische Gebete, Traktate und Lieder, die heimlich nach Italien gebracht wurden. Zu seinen ersten Ausgaben gehörten 1549 die Statuti di Valtellina (deutsch: «Statuten des Veltlins»), La Instruttione christiana (deutsch: «Die christliche Lehre») von Pietro Paolo Vergerio, der erste reformierte italienischsprachige Katechismus und das erste päpstliche Verzeichnis der Librorum prohibitorum (deutsch: «Verbotene Bücher»). Zwischen 1560 und 1571 veröffentlichte er nur ein einziges Werk, was vielleicht auf behördliche Interventionen oder auf Vorsicht zurückzuführen war.
Nach seinem Tod, um 1620, zu Zeiten der Gegenreformation in Graubünden und im Veltlin, wurde ein Teil seiner publizierten Werke zerstört. Die Druckerei Landolfi in Poschiavo bestand mit einigen Unterbrüchen bis etwa 1720.

## Druckwerke bei Landolfi, 1550–1557
- Li statuti, le ordinationi, et leggi municipali, de la terra & territorio di Poschiavo; testratte da li statutti antichi del detto commune, & in uno volume ridottti, nel 1388 et di novo reformati, per molti discretti, & prudenti homini da la detta communità à ció eletti, & deputati … Dolfino Landolfi, Poschiavo 1550.
- Francesco Negri: De Fanini Faventini, ac Dominici Bassanensis morte, Qui nuper ob Christum in Italia Rom. Pon. Iussu impie occisi sunt, Brevis Historia. Dolfino Landolfi, Poschiavo 1550.
- Pietro Paolo Vergerio: Al serenissimo re d’Inghilterra Edoardo Sesto, de portamenti di Papa Giulio III et quale habbia ad essere il concilio, che egli intende di fare. Dolfino Landolfi, Poschiavo, November 1550.
- Risposta del Vergerio ad una ambasciata del Cardinal di Trento. Dolfino Landolfi, Poschiavo 1553.
- Celio Secondo Curione: De amplitudine beati regni Die, dialogi sive liebri duo, ad Sigismundum Augustum Poloniae regem potentissimum, & clementissimum. Dolfino Landolfi & Johannes Oporinus, Poschiavo & Basel 1554.
- Apologia di M. Michelagnolo Fiorentino, ne la qualte si tratta de la vera e falsa chiesa de l’essere e qualità de la messa … scritta contro a un’heretico, per M. Stefano de Giogrio Catani d’Agnedina di soprae. In Zusammenarbeit mit Dolfino Landolfi, Chamogascko (heute: Chamues-ch) 1557.[3]